# Ахримовце
Ахримовце (пољ. Achrymowce) је село у Пољској које се налази у војводству Подласком у повјату Соколском у општини Кузњица.
Од 1975. до 1998. године ово насеље се налазило у Бјалостоцком војводству.